# Jan III van Arkel (1080-1115)
Jan III van Arkel (ca. 1080 - 1115/1118) was heer van Arkel van de eerste generatie van het Huis Arkel.
Hij was een zoon van Jan II van Arkel en Margaretha van Altena. Jan trok in het contingent van Robrecht II van Vlaanderen mee op de Eerste Kruistocht. Hij was toen nog een knaap en werd na het bereiken van Jeruzalem tot ridder geslagen door Godfried van Bouillon.
Een sage vertelt over een voorval van Jan van Arkel tijdens zijn reis naar het Heilige Land. Van Arkel kreeg het aan de stok met een Italiaanse edelman, die beweerde dezelfde wapentekens te dragen. Men mag ervan uitgaan dat het Huis Arkel voor 1215 ook al een soort wapen had, Van Arkel kon dit niet over zijn kant laten gaan en eiste een duel om het wapenrecht, dat eindigde in het voordeel van Van Arkel.

## Huwelijk en kinderen
Thuis teruggekeerd uit Jeruzalem huwde hij met Aleid of Adelheid van Heusden (1060-1145), een dochter van Jan II van Heusden. Zijn vrouw was mogelijk al weduwe uit een vorig huwelijk, omdat er een groot leeftijdsverschil was.
Samen kregen ze de volgende kinderen:
- Jan IV van Arkel, die Jan III opvolgde
- Folpert van Arkel, oprichter van het huis van der Lede.